# خلیل الحیه
خلیل الحیه (عربی: خلیل الحیة) سیاستمدار فلسطینی است که از اوت ۲۰۲۴، به عنوان معاون رئیس دفتر سیاسی حماس فعالیت می‌کند. او همچنین از ژانویه ۲۰۰۶، به عنوان نماینده شهر غزه، به عضویت مجلس قانونگذاری فلسطین انتخاب شد. وی در محله شجاعیه سکونت داشت.
خلیل الحیه گفته: آن‌ها، در ۷ اکتبر به اسرائیل حمله کردند؛ زیرا لازم بود "کل معادله را تغییر دهیم و فقط درگیری نداشته باشیم". او همچنین گفت: "ما موفق شدیم موضوع فلسطین را دوباره روی میز بگذاریم و اکنون هیچ‌کس در منطقه آرامش را تجربه نمی‌کند. او به نیویورک تایمز گفت که هدف حماس، «اداره غزه و آوردن آب و برق به غزه» نیست، بلکه تجدید توجه به موضوع فلسطین است و همچنین گفته که حماس از ۷ اکتبر شروع کرد تا به مردم بگوید آرمان فلسطین نخواهد مرد.
هفت یا هشت نفر از بستگان او، از جمله دو برادرش، در سال ۲۰۰۷ در حملات اسرائیل به خانه او کشته شدند. یکی از پسران او در سال ۲۰۰۸، در حالی که رهبری یک تیپ راکتی را بر عهده داشت در حمله هوایی اسرائیل کشته شد. پسر، عروس و یک نوه‌اش در ژوئیه ۲۰۱۴، در جریان نبرد ۲۰۱۴ اسرائیل و غزه در حمله هوایی به خانه او کشته شدند.
خلیل الحیه از سازمان ملل خواسته است که فلسطین را در مرزهای قبل از ۱۹۴۸ به رسمیت بشناسد.